# Три листки за вікном
«Три листки за вікном» — роман-трилогія українського письменника-шістдесятника Валерія Шевчука. Саме цей твір, котрий створювався упродовж майже 15 років, приніс авторові Шевченківську премію (1987) та Премію фундації Антоновичів (1990).

## Композиція
Роман складається з трьох частин-повістей: перший «листок» — «Ілля Турчиновський», другий — «Петро Утеклий» і третій — «Ліс людей, або «Чорна книга» Киріяка Автомоновича Сатановського». Сам автор визначає свій твір як роман-триптих. Кожна частина роману розкриває історію трьох чоловіків, представників роду Турчиновських, крізь призму століть.

## Сюжет
Історію розпочинає Ілля Турчиновський, котрому являється хлопець, у якому він упізнає себе в молодості. Ця зустріч наштовхує головного героя на роздуми про існування неприкаяних людей та причини, через які вони є такими. Роздуми героя викладені у формі мемуарів. Одним зі спогадів є згадка про пограбування і вимушену подорож до іншого міста, де йому приписують уявні злочини і викликають до суду. Перед судом Іллі являється його Страх (котрий є справжнім повноцінним персонажем твору) і видіння. Згодом з'ясовується, що один із представників Феміди знав батька Іллі, і Турчиновського виправдовують, натомість зловмисників і наклепників засуджують, утім виправданий просить пробачити кривдникам і відпустити їх. Однак зрештою Ілля зустріне всіх своїх кривдників у різних містах. Після спогадів старий Турчиновський дізнається, що його син пішов із дому (так само як і він сам колись), по цьому Смерть приходить по Іллю втретє і забирає його з собою.
Наступна повість — це історія нащадка Іллі, Петра, писаря, котрий стенографує судові акти і має зшиток свого пращура Іллі Турчиновського. Під час розслідування одного із вбивств на місце вбитого висувають кілька людей, усі вони мають достовірні докази, що свідчать про ймовірність бути вбитим. Винним виявляється місцевий диякон, котрий розпускав чутки про можливі варіанти ідентифікації покійника. На тлі цієї детективної історії паралельно розгортаються ще сюжети про Месію та загадкового вогняного коня.
Герой останнього «листка» — Киріяк Автомонович Сатановський, далекий нащадок Турчиновських, котрий зневажливо ставиться до своїх предків, вважаючи їх невдахами. Сам Киріяк спостерігає за людьми та веде «Чорну книгу», у котру записує їхні вади та огріхи. Перша його книга згорає, тому він починає писати іншу. Коли його призначають вчителем у гімназії, він мандрує з Києва до Житомира і під час подорожі записує історії з місцин, де проїжджає. Однією з таких історій є легенда про герцогиню Потоцьку. Проте попри всі записані історії, Сатановський постійно стверджує, що всі люди є ницими, та зневажає їх.

## Критика
Критиками твір був сприйнятий неоднозначно, саме так він продовжує сприйматися й донині. Дискусії точаться навколо жанрової тематики роману, навколо його поетики, а також способів інтерпретації та прочитання. 
Однією із головних точок дослідження творчости Валерія Шевчука, котра постає і в романі «Три листки за вікном» є наявність карнавального первня, котрий натякає на інтертекстуальність та цитатність тексту.
Багато дослідників погоджуються із тезою про переважання філософсько-інтелектуальних мотивів у творах Шевчука, зокрема й у цьому романі.
Також творчість письменника класифікують як приклад химерної прози, утім таке віднесення й надалі залишається дискусійним: одні дослідники погоджуються, що твори Шевчука мають певну схожість із магічним реалізмом, у той час як інші стверджують, що в українській літературі химерна проза вже давно зникла.